# Canton d'Entraygues-sur-Truyère
Pour les articles homonymes, voir Entraygues (homonymie).
Le canton d'Entraygues-sur-Truyère est une ancienne division administrative française située dans le département de l'Aveyron et la région Midi-Pyrénées.

## Géographie
Ce canton était organisé autour d'Entraygues-sur-Truyère dans l'arrondissement de Rodez. Son altitude variait de 220 m (Le Fel) à 785 m (Saint-Hippolyte) pour une altitude moyenne de 464 m.

## Représentation

### Conseillers généraux de 1833 à 2015
| Période                                  | Période           | Identité                                                                      | Étiquette                | Qualité |
| ---------------------------------------- | ----------------- | ----------------------------------------------------------------------------- | ------------------------ | --- |
| 1833                                     | 1839              | voir Mur-de-Barrez                                                            |                          | |
| 1839                                     | 1848              | voir Estaing                                                                  |                          | |
| 1848                                     | 1861              | Jean Ignace François Delcamp père                                             |                          | Greffier du Tribunal civil de Rodez, ancien conseiller d'arrondissement Ancien conseiller général du canton d'Estaing |
| 1861                                     | 1897 (décès)      | Henry Izarn de Freissinet Comte de Valady                                     | Droite                   | Propriétaire Député (1871-1877)                                                                                       |
| 1897                                     | 1903 (annulation) | Marquis Louis d'Izarn de Freyssinet de Valady (1864-1917, neveu du précédent) | Droite                   | Capitaine de Cavalerie Propriétaire à Rodez                                                                           |
| 1903                                     | 1917 (décès)      | Marquis Louis de Valady                                                       | Droite                   | Capitaine de Cavalerie Propriétaire à Rodez                                                                           |
| 1917                                     | 1919              | siège vacant                                                                  |                          | |
| 1919                                     | 1925              | Philippe Auguste Versepuech (1850-1930)                                       | Conservateur             | Notaire à Entraygues Maire de Saint-Hippolyte                                                                         |
| 1925                                     | 1940              | Odon de Chefdebien (1878-1965)                                                | Conservateur             | Propriétaire aux Vergnettes Conseiller municipal de Golinhac Nommé conseiller départemental en 1943                   |
|                                          |                   |                                                                               |                          | |
| 1945                                     | 1979              | Jean Feneyrou (1907-1981)                                                     | MRP puis CD puis UDF-CDS | Docteur, adjoint au maire d'Entraygues                                                                                |
| 1979                                     | 1992              | Robert Cassagnes                                                              | UDF                      | Chef d'entreprise, maire d'Enguialès                                                                                  |
| 1992                                     | 1998              | Jacques Blanc                                                                 | UDF                      | Médecin à Entraygues-sur-Truyere                                                                                      |
| 1998                                     | 2004              | Pierre Laurens                                                                | DVD-UMP                  | Notaire, conseiller municipal d'Entraygues                                                                            |
| 2004                                     | 2015              | Jean-François Albespy                                                         | DVD                      | Fonctionnaire Maire du Fel                                                                                            |
| Les données manquantes sont à compléter. |                   |                                                                               |                          | |

### Résultats électoraux détaillés
- Élections cantonales de 2004 : Jean-François Albespy (Divers droite) est élu au second tour avec 60,13 % des suffrages exprimés, devant Jacques Serieys (PS) (39,88 %). Le taux de participation est de 76,09 % (1 696 votants sur 2 229 inscrits)[4].
- Élections cantonales de 2011 : Jean-François Albespy (Divers droite) est élu au second tour avec 63,07 % des suffrages exprimés, devant Guilhem Serieys (FG) (36,93 %). Le taux de participation est de 64,58 % (1 391 votants sur 2 154 inscrits)[5].

### Conseillers d'arrondissement (de 1833 à 1940)
Le canton d'Entraygues appartenait à l'arrondissement d'Espalion jusqu'à sa disparition en 1926.
| Période                                  | Période | Identité                                 | Étiquette | Qualité |
| ---------------------------------------- | ------- | ---------------------------------------- | --------- | --- |
| 1833                                     | 1839    | Jean Ignace François Delcamp             |           | Greffier du Tribunal civil de Rodez Élu conseiller général du canton d'Estaing                              |
| 1839                                     | 1842    | M. Laplagne                              |           | |
| 1842                                     | 1848    | Denis Victor Grégoire (1795-1879)        |           | Juge de paix du canton, propriétaire à Enguialès                                                            |
| 1848                                     | 1867    | M. Boubal                                |           | Avocat, propriétaire à Entraygues                                                                           |
| 1867                                     | 1871    | Camille Joseph Grégoire fils (1833-1888) |           | Juge de paix à Entraygues                                                                                   |
| 1871                                     | 1877    | M. Casses                                |           | Notaire à Entraygues                                                                                        |
| 1877                                     | 1898    | Henri Fournier                           |           | Docteur-médecin, maire d'Entraygues                                                                         |
| 1898                                     | 1904    | Bernard-François-Valentin Dauban         | Radical   | Médecin, maire d'Entraygues de 1896 à 1904                                                                  |
| 1904                                     | 1919    | Émile Fabre                              |           | Négociant, maire d'Entraygues de 1904 à 1925                                                                |
| 1919                                     | 1928    | M. Vermerie                              | Radical   | Propriétaire à Saint-Hippolyte                                                                              |
| 1928                                     | 1940    | Antoine-Hippolyte Laplagne (1875-1942)   |           | Horloger, propriétaire à Entraygues-sur-Truyère, greffier de la justice de paix                             |
| 1940                                     |         |                                          |           | Les conseils d'arrondissement ont été suspendus par la loi du 12 octobre 1940 et n'ont jamais été réactivés |
| Les données manquantes sont à compléter. |         |                                          |           | |

## Composition avant la réforme territoriale de 2014
Le canton d'Entraygues-sur-Truyère, d'une superficie de 146,6 km2, était composé de cinq communes
.
| Nom                    | Code Insee | Intercommunalité         | Superficie (km2) | Population (dernière pop. légale) | Densité (hab./km2) |
| ---------------------- | ---------- | ------------------------ | ---------------- | --------------------------------- | ------------------ |
| Le Fel                 | 12093      | CC Comtal Lot et Truyère | 24,89            | 161 (2014)                        | 6,5                |
| Entraygues-sur-Truyère | 12094      | CC Comtal Lot et Truyère | 30,15            | 1 060 (2014)                      | 35                 |
| Espeyrac               | 12097      | CC Comtal Lot et Truyère | 22,28            | 238 (2014)                        | 11                 |
| Golinhac               | 12110      | CC Comtal Lot et Truyère | 32,41            | 368 (2014)                        | 11                 |
| Saint-Hippolyte        | 12226      | CC Comtal Lot et Truyère | 36,87            | 450 (2014)                        | 12                 |

## Démographie
En 2012, le canton comptait 2 283 habitants.
| 1962  | 1968  | 1975  | 1982  | 1990  | 1999  | 2006  | 2011  | 2012  |
| ----- | ----- | ----- | ----- | ----- | ----- | ----- | ----- | ----- |
| 3 802 | 3 532 | 3 262 | 3 186 | 2 905 | 2 548 | 2 512 | 2 346 | 2 283 |